# Immatriculation des aéronefs

Carte du monde indiquant les numéros d'immatriculation officiels de chaque pays membre de l'OACI

Cet article traite de l'immatriculation des aéronefs selon les règles de l'Organisation de l'aviation civile internationale (OACI).
Les règles internationales, signées lors de la Convention de Chicago en 1944, imposent que tout aéronef soit immatriculé.
L'OACI délègue aux organismes nationaux la tenue des registres d'immatriculation de chaque pays, et fixe des normes tant pour le format de cette immatriculation que pour son marquage extérieur sur l'aéronef (taille et emplacement). En plus du marquage extérieur, la plupart des pays exigent que l'immatriculation soit gravée sur une plaque à l'épreuve du feu fixée sur ou dans l'aéronef.
À un instant donné, une même immatriculation ne peut être portée que par un seul aéronef. Dans certains pays, il est possible qu'une immatriculation soit ré-utilisée par un autre aéronef, une fois que son porteur initial a été retiré du service. Il est également possible qu'un aéronef change d'immatriculation au cours du temps.
L'OACI utilise l'alphabet phonétique de l'OTAN afin d’épeler les identifiants des aéronefs.
Des règles spécifiques à chaque pays sont appliquées aux avions militaires.

## Normes internationales
L'article 20 de la Convention de Chicago indique que tout aéronef engagé dans le trafic international doit porter des marques de nationalité et d'immatriculation.
En 1949 l'OACI publie un document Annexe 7 - Marques de nationalité et d'immatriculation des aéronefs précisant tant le format de cette immatriculation que la taille et l'emplacement de son marquage sur l'aéronef. Concernant le format, il est indiqué que l'immatriculation est une suite de caractères dont :
- les premiers sont le code OACI désignant le pays ;
- les suivants sont un code d'identification attribué par le pays, composé de lettres et / ou de chiffres ;
- si le code d'identification attribué par le pays commence par une lettre il doit être précédé par un tiret.

Exemples : 
- en France le code pays est "F" et le code d'identification est composé de 4 caractères alphabétiques, l'immatriculation est donc de type F-ABCD avec ajout d'un tiret séparateur ;
- aux États-Unis le code pays est "N" et le code d'identification commence par un chiffre, l'immatriculation est donc de type N123456 sans tiret séparateur.

Ces règles s'appliquent uniquement aux avions civils (Article 3 de la Convention, voir les adaptations spécifiques ci-dessous pour plus de détails).

## Immatriculations par pays
| Pays / région                                | Préfixe d'immatriculation   | Notes |
| -------------------------------------------- | --------------------------- | --- |
| Afghanistan                                  | YA                          | YA-AAA à YA-ZZZ |
| Afrique du Sud                               | ZSZTZU                      | ZS-AAA à ZU-ZZZ |
| Albanie                                      | ZA                          | ZA-AAA à ZA-ZZZ |
| Algérie                                      | 7T                          | 7T-AAA à 7T-ZZZ |
| Allemagne                                    | D                           | D-AAAA à D-9999 |
| Andorre                                      | C3                          | C3-AAA à C3-ZZZ |
| Angola                                       | D2                          | D2-AAA à D2-ZZZ |
| Anguilla                                     | VP-A                        | VP-AAA à VP-AZZ |
| Antigua-et-Barbuda                           | V2                          | V2-AAA à V2-ZZZ |
| Antilles néerlandaises                       | PJ                          | PJ-AAA à PJ-ZZZ |
| Arabie saoudite                              | HZ                          | HZ-AAA à HZ-ZZZHZ-AA1 à HZ-ZZ99HZ-AAA1 à HZ-ZZZ99HZ-AAAA à HZ-ZZZZ |
| Argentine                                    | LVLQ                        | LV-AAA à LV-ZZZLQ-AAA à LQ-ZZZ (aéronefs de l'État) |
| Arménie                                      | EK                          | EK-10000 à EK-99999 |
| Aruba                                        | P4                          | P4-AAA à P4-ZZZ |
| Australie                                    | VH                          | VH-AAA à VH-ZZZ |
| Autriche                                     | OE                          | OE-AAA à OE-KZZOE-BAA à OE-BZZ (aéronefs de l'État)OE-LAA à OE-LZZ (aéronefs commerciaux)OE-VAA à OE-VZZ (avions test)OE-WAA à OE-WZZ (hydravions)OE-XAA à OE-XZZ (hélicoptères)OE-0001 à OE-5999 (planeurs)OE-9000 à OE-9999 (motoplaneurs) |
| Azerbaïdjan                                  | 4K                          | 4K-AZ1 à 4K-AZ9994K-10000 à 4K-99999 |
| Bahamas                                      | C6                          | C6-AAA à C6-ZZZ |
| Bahreïn                                      | A9C                         | A9C-AA à A9C-ZZ |
| Bangladesh                                   | S2                          | S2-AAA à S2-ZZZ |
| Barbade                                      | 8P                          | 8P-AAA à 8P-ZZZ |
| Belgique                                     | OO                          | OO-AAA à OO-Z99 |
| Belize                                       | V3                          | V3-AAA à V3-ZZZ |
| Bénin                                        | TY                          | TY-AAA à TY-ZZZ |
| Bermudes                                     | VP-B, VQ-B                  | VP-BAA à VP-BZZ, VQ-BAA à VQ-BZZ |
| Bhoutan                                      | A5                          | A5-AAA à A5-ZZZ |
| Birmanie                                     | XYXZ                        | XY-AAA à XY-ZZZXZ-AAA à XZ-ZZZ |
| Biélorussie                                  | EW                          | EW-10000 à EW-99999 |
| Bolivie                                      | CP                          | CP-1000 à CP-9999 |
| Bosnie-Herzégovine                           | T9, E7                      | T9-AAA à T9-ZZZ / E7-AAA à E7-ZZZ |
| Botswana                                     | A2                          | A2-AAA à A2-ZZZ |
| Brésil                                       | PP, PR, PS, PT, PU          | PP-AAA à PP-ZZZ |
| Brunei                                       | V8                          | V8-AAA à V8-ZZZV8-AA1 à V8-ZZ9V8-001 à V8-999 |
| Bulgarie                                     | LZ                          | LZ-AAA à LZ-ZZZ |
| Burkina Faso                                 | XT                          | XT-AAA à XT-ZZZ |
| Burundi                                      | 9U                          | 9U-AAA à 9U-ZZZ |
| Îles Caïmans                                 | VP-CAA à VP-CZZ             | |
| Cambodge                                     | XU                          | XU-AAA à XU-ZZZ |
| Cameroun                                     | TJ                          | TJ-AAA à TJ-ZZZ |
| Canada                                       | C                           | C-FAAA à C-FZZZ C-GAAA à C-GZZZC-IAAA à C-IZZZ (ULM) |
| Cap-Vert                                     | D4                          | D4-AAA à D4-ZZZ |
| République centrafricaine                    | TL                          | TL-AAA à TL-ZZZ |
| Chili                                        | CC                          | CC-AAA à CC-ZZZ |
| République de Chine                          | B                           | B-00001 à B-99999 (excepté de B-1900 à B-9999) |
| République populaire de Chine                | B                           | B-1900 à B-9999 |
| Chypre                                       | 5B                          | 5B-AAA à 5B-ZZZ |
| Colombie                                     | HJHK                        | HJ-1000A à HJ-9999Z (ULM) HK-1000A à HK-9999Z |
| Comores                                      | D6                          | D6-AAA à D6-ZZZ |
| République du Congo                          | TN                          | TN-AAA à TN-ZZZ |
| République démocratique du Congo             | 9S                          | 9S-AAA à 9S-ZZZ Nouvelle immatriculation |
| Îles Cook                                    | E5                          | E5-AAA à E5-ZZZ |
| Corée du Nord                                | P                           | P-500 à P-999 |
| Corée du Sud                                 | HL                          | |
| Costa Rica                                   | TI                          | TI-AAA à TI-ZZZTI-000 à TI-999 (ULM) |
| Côte d'Ivoire                                | TU                          | TU-AAA à TU-ZZZ |
| Croatie                                      | 9A                          | 9A-AAA à 9A-ZZZ9A-GAA à 9A-GZZ (planeurs)9A-HAA à 9A-HZZ (hélicoptères)9A-OAA à 9A-OZZ (ballons)9A-UAA à 9A-UZZ (ULM) |
| Cuba                                         | CU                          | CU-A1000 à CU-A1999 |
| Danemark                                     | OY                          | OY-AAA à OY-ZZZOY-HAA à OY-HZZ (hélicoptères)OY-XAA à OY-XZZ (planeurs)OY-BAA à OY-BZZ (ballons) |
| Djibouti                                     | J2                          | J2-AAA à J2-ZZZ |
| République dominicaine                       | HI                          | HI-100AA à HI-999ZZ |
| Dominique                                    | J7                          | J7-AAA à J7-ZZZ |
| Égypte                                       | SU                          | SU-AAA à SU-. . ZSU-ZAA à SU-ZZZSU-001 à SU-999 (planeurs et ballons) |
| Émirats arabes unis                          | A6                          | A6-AAA à A6-ZZZ |
| Équateur                                     | HC                          | HC-AAA à HC-ZZZ |
| Érythrée                                     | E3                          | E3-AAAA à E3-ZZZZ |
| Espagne                                      | EC                          | EC-AAA à EC-WZZEC-YAA à EC-ZZZ (avions privés)EC-AA0 à EC-ZZ9 (ULM)EC-001 à EC-999 (avions d'essai) |
| Estonie                                      | ES                          | ES-AAA à ES-ZZZ |
| États-Unis                                   | N                           | N1 à N99999N1A à N9999ZN1AA à N999ZZ |
| Éthiopie                                     | ET                          | ET-AAA à ET-ZZZ |
| Îles Féroé                                   | (Voir Danemark)             | |
| Fidji                                        | DQ                          | DQ-AAA à DQ-ZZZ |
| Finlande                                     | OH                          | OH-AAA à OH-ZZZ |
| France                                       | F                           | F-AAAA à F-ZZZZF-Azzz aéronefs de collectionF-Bzzz, F-Gzzz, F-Hzzz aéronefs civils certifiésF-Czzz planeurs et motoplaneursF-Jzzz ULMF-Pzzz construction amateurF-Ozzz Outre-MerF-Rzzz, F-Zzzz aéronefs d'étatF-Wzzz prototypes              |
| Gabon                                        | TR                          | TR-AAA à TR-ZZZ |
| Gambie                                       | C5                          | C5-AAA à C5-ZZZ |
| Géorgie                                      | 4L                          | 4L-AAA à 4L-ZZZ4L-10000 à 4L-99999 |
| Ghana                                        | 9G                          | 9G-AAA à 9G-ZZZ |
| Gibraltar                                    | VP-G                        | VP-GAA à VP-GZZ |
| Grèce                                        | SX                          | SX-AAA à SX-ZZZ |
| Grenade                                      | J3                          | J3-AAA à J3-ZZZ |
| Guatemala                                    | TG                          | TG-AAA à TG-ZZZ |
| Guernesey                                    | 2                           | 2-AAAA à 2-ZZZZ |
| Guinée                                       | 3X                          | 3X-AAA à 3X-ZZZ |
| Guinée-Bissau                                | J5                          | J5-AAA à J5-ZZZ |
| Guinée équatoriale                           | 3C                          | 3C-AAA à 3C-ZZZ |
| Guyane                                       | 8R                          | 8R-AAA à 8R-ZZZ |
| Haïti                                        | HH                          | HH-AAA à HH-ZZZ |
| Honduras                                     | HR                          | HR-AAA à HR-ZZZ |
| Hong Kong                                    | B-H (auparavant VR-H)B-KB-L | B-HAA à B-HZZ B-KAA à B-KZZB-LAA à B-LZZ |
| Hongrie                                      | HA                          | HA-AAA à HA-ZZZHA-1111 à HA-9999 (planeurs)HA-AAAA à HA-ZZZZ (ULM et motoplaneurs) |
| Inde                                         | VT                          | VT-AAA à VT-ZZZ |
| Indonésie                                    | PK                          | PK-AAA à PK-ZZZ |
| Irak                                         | YI                          | YI-AAA à YI-ZZZ |
| Iran                                         | EP                          | EP-AAA à EP-ZZZ |
| Irlande                                      | EI                          | EI-AAA à EI-ZZZ |
| Islande                                      | TF                          | TF-AAA à TF-ZZZTF-100 à TF-999 (ULM) |
| Israël                                       | 4X                          | 4X-AAA à 4X-ZZZ |
| Italie                                       | I                           | I-AAAA à I-ZZZZ |
| Jamaïque                                     | 6Y                          | 6Y-AAA à 6Y-ZZZ |
| Japon                                        | JA                          | JA0001 à JA9999JA001A à JA999ZJA01AA à JA99ZZJAA001 à JAA999 (ballons) |
| Jersey                                       | ZJ                          | ZJ-AAA à ZJ-ZZZ |
| Jordanie                                     | JY                          | JY-AAA à JY-ZZZ |
| Kazakhstan                                   | UP                          | UP-AAA01 à UP-ZZZ99 |
| Kenya                                        | 5Y                          | 5Y-AAA à 5Y-ZZZ |
| Kirghizistan                                 | EX                          | EX-100 à EX-999EX-10000 à EX-99999 |
| Kiribati                                     | T3                          | T3-AAA à T3-ZZZ |
| Kosovo                                       | Z6                          | Z6-AAA à Z6-ZZZ |
| Koweït                                       | 9K                          | 9K-AAA à 9K-ZZZ |
| Laos                                         | RDPL                        | RDPL-10000 à RDPL-99999 |
| Lesotho                                      | 7P                          | 7P-AAA à 7P-ZZZ |
| Lettonie                                     | YL                          | YL-AAA à YL-ZZZ |
| Liban                                        | OD                          | OD-AAA à OD-ZZZ |
| Liberia                                      | A8                          | A8-AAA à A8-ZZZ |
| Libye                                        | 5A                          | 5A-AAA à 5A-ZZZ |
| Liechtenstein                                | HB                          | HB-AAA à HB-ZZZ (partage des immatriculations avec la Suisse) |
| Lituanie                                     | LY                          | LY-AAA à LY-ZZZ |
| Luxembourg                                   | LX                          | LX-AAA à LX-ZZZLX-BAA à LX-BZZ (ballons)LX-CAA à LX-CZZ (planeurs et motoplaneurs)LX-HAA à LX-HZZ (hélicoptères)LX-N90442 à LX-N90459 (AWACS de l'OTAN)LX-XAA à LX-XZZ (ULM)                                                                 |
| Macao                                        | B-M                         | B-MAA à B-MZZ |
| Macédoine                                    | Z3                          | Z3-AAA à Z3-ZZZZ3-HAA à Z3-HZZ (hélicoptères)Z3-UA-001 à Z3-UA-999 (ULM) Z3-OAA à Z3-OZZ (ballons) |
| Madagascar                                   | 5R                          | 5R-AAA à 5R-ZZZ |
| Malaisie                                     | 9M                          | 9M-AAA à 9M-ZZZ9M-EAA à 9M-EZZ (construction amateur)9M-UAA à 9M-UZZ (ULM) |
| Malawi                                       | 7Q                          | 7Q-AAA à 7Q-ZZZ |
| Maldives                                     | 8Q                          | 8Q-AAA à 8Q-ZZZ |
| Mali                                         | TZ                          | TZ-AAA à TZ-ZZZ |
| Malouines                                    | VP-F                        | VP-FAA à VP-FZZ |
| Malte                                        | 9H                          | 9H-AAA à 9H-ZZZ |
| Île de Man                                   | M                           | M-AAAA à M-ZZZZ |
| Maroc                                        | CN                          | CN-AAA à CN-ZZZ |
| Îles Marshall                                | V7                          | V7-0001 à V7-9999 |
| Maurice                                      | 3B                          | 3B-AAA à 3B-ZZZ |
| Mauritanie                                   | 5T                          | 5T-AAA à 5T-ZZZ |
| Mexique                                      | XAXBXC                      | XA-AAA à XA-ZZZ (avions commerciaux)XB-AAA à XB-ZZZ (avions privés)XC-AAA à XC-ZZZ (aéronefs de l'État) |
| États fédérés de Micronésie                  | V6                          | V6-AAA à V6-ZZZ |
| Moldavie                                     | ER                          | ER-AAA à ER-ZZZER-10000 à ER-99999 |
| Monaco                                       | 3A                          | 3A-AAA à 3A-ZZZ3A-HAA à 3A-HZZ (hélicoptères) |
| Mongolie                                     | JU                          | JU-1000 à JU-9999 |
| Monténégro                                   | 4O                          | 4O-AAA à 4O-ZZZ |
| Montserrat                                   | VP-M                        | VP-MAA à VP-MZZ |
| Mozambique                                   | C9                          | C9-AAA à C9-ZZZ |
| Namibie                                      | V5                          | V5-AAA à V5-ZZZ |
| Nations unies                                | 4U                          | 4U-AAA à 4U-ZZZ |
| Nauru                                        | C2                          | C2-AAA à C2-ZZZ |
| Népal                                        | 9N                          | 9N-AAA à 9N-ZZZ |
| Nicaragua                                    | YN                          | YN-AAA à YN-ZZZ |
| Niger                                        | 5U                          | 5U-AAA à 5U-ZZZ |
| Nigeria                                      | 5N                          | 5N-AAA à 5N-ZZZ |
| Norvège                                      | LN                          | LN-AAA à LN-ZZZ |
| Nouvelle-Zélande                             | ZK                          | |
| Oman                                         | A4O                         | A4O-AA à A4O-ZZ |
| Ouganda                                      | 5X                          | 5X-AAA à 5X-ZZZ |
| Ouzbékistan                                  | UK                          | UK-10000 à UK-99999 |
| Pakistan                                     | AP, AR                      | AP-AAA à AP-ZZZ |
| Palestine                                    | SU-YE4                      | SU-YAA à SU-YZZ |
| Panama                                       | HP                          | HP-1000AA à HP-9999ZZ |
| Papouasie-Nouvelle-Guinée                    | P2                          | P2-AAA à P2-ZZZ |
| Paraguay                                     | ZP                          | ZP-AAA à ZP-ZZZ |
| Pays-Bas                                     | PH                          | PH-AAA à PH-ZZZPH-1AA à PH-1ZZ (drones)PH-1A1 à PH-9Z9 (ULM)PH-100 à PH-9999 (planeurs) |
| Pérou                                        | OB                          | OB-1000 à OB-9999 |
| Philippines                                  | RP                          | RP-C0001 à RP-C9999 |
| Pologne                                      | SP,SN                       | SP-AAA à SP-ZZZSP-1000 à SP-3000, SP-8000 (planeurs) SP-SAAA à SP-SZZZ (ULM) SN-00AA (aéronefs de la police et des garde-côtes) |
| Portugal                                     | CR,CS                       | CR-AAA à CR-ZZZ |
| Qatar                                        | A7                          | A7-AAA à A7-ZZZ |
| Roumanie                                     | YR                          | YR-AAA à YR-ZZZYR-1000 à YR-9999 (planeurs et ULM) |
| Royaume-Uni                                  | G                           | G-AAAA à G-ZZZZ |
| Russie                                       | RA, RF                      | |
| Rwanda                                       | 9XR                         | 9XR-AA à 9XR-ZZ |
| Saare                                        | SL                          | SL-AAA à SL-ABJ |
| Saint-Christophe-et-Niévès                   | V4                          | V4-AAA à V4-ZZZ |
| Saint-Marin                                  | T7                          | T7-AAA à T7-ZZZT7-001 à T7-999 (ULM) |
| Saint-Vincent-et-les-Grenadines              | J8                          | J8-AAA à J8-ZZZ |
| Sainte-Hélène, Ascension et Tristan da Cunha | VQ-H                        | VQ-HAA à VQ-HZZ |
| Sainte-Lucie                                 | J6                          | J6-AAA à J6-ZZZ |
| Îles Salomon                                 | H4                          | H4-AAA à H4-ZZZ |
| Salvador                                     | YS                          | YS-AAA à YS-ZZZ |
| Samoa                                        | 5W                          | 5W-AAA à 5W-ZZZ |
| Sao Tomé-et-Principe                         | S9                          | S9-AAA à S9-ZZZ |
| Sénégal                                      | 6V                          | 6V-AAA à 6V-ZZZ |
| Serbie                                       | YU                          | YU-AAA à YU-ZZZYU-0000 à YU-9999 (planeurs)YU-A000 à YU-Z999 (ULM) |
| Seychelles                                   | S7                          | S7-AAA à S7-ZZZ |
| Sierra Leone                                 | 9L                          | 9L-AAA à 9L-ZZZ |
| Singapour                                    | 9V                          | 9V-AAA à 9V-ZZZ |
| Slovaquie                                    | OM                          | OM-AAA à OM-ZZZOM-AAAA à OM-ZZZZ (ULM)OM-M000 à OM-M999 (ULM)OM-0000 à OM-9999 (planeurs) |
| Slovénie                                     | S5                          | S5-AAA à S5-9999 |
| Somalie                                      | 6O                          | 6O-AAA à 6O-ZZZ |
| Soudan                                       | ST                          | ST-AAA à ST-ZZZ |
| Sri Lanka                                    | 4R                          | 4R-AAA à 4R-ZZZ |
| Suède                                        | SE                          | SE-AAA à SE-ZZZ |
| Suriname                                     | PZ                          | PZ-AAA à PZ-ZZZ |
| Eswatini                                     | 3D                          | 3D-AAA à 3D-ZZZ |
| Suisse                                       | HB                          | HB-AAA à HB-ZZZHB-1 à HB-9999 (planeurs et motoplaneurs)HB-YAA à HB-YZZ (construction amateur "expérimentale") |
| Syrie                                        | YK                          | YK-AAA à YK-ZZZ |
| Tadjikistan                                  | EY                          | EY-10000 à EY-99999 |
| Tahiti                                       | F-OH                        | F-OHAA à F-OHZZ |
| Tanzanie                                     | 5H                          | 5H-AAA à 5H-ZZZ |
| Tchad                                        | TT                          | TT-AAA à TT-ZZZ |
| République tchèque                           | OK                          | OK-AAA à OK-ZZZ |
| Thaïlande                                    | HS                          | HS-AAA à HS-ZZZ |
| Timor oriental                               | 4W                          | 4W-AAA à 4W-ZZZ |
| Togo                                         | 5V                          | 5V-AAA à 5V-ZZZ |
| Tonga                                        | A3                          | A3-AAA à A3-ZZZ |
| Trinité-et-Tobago                            | 9Y                          | 9Y-AAA à 9Y-ZZZ |
| Tunisie                                      | TS                          | TS-AAA à TS-ZZZ |
| Turquie                                      | TC                          | TC-AAA à TC-ZZZ |
| Turkménistan                                 | EZ                          | EZ-A100 à EZ-Z999 |
| Îles Turques-et-Caïques                      | VQ-T                        | VQ-TAA à VQ-TZZ |
| Tuvalu                                       | T2                          | T2-AAA à T2-ZZZ |
| Ukraine                                      | UR                          | UR-AAA à UR-ZZZUR-10000 à UR-99999UR-AAAA à UR-ZZZZ (avions privés) |
| Uruguay                                      | CX                          | CX-AAA à CX-ZZZ |
| Vanuatu                                      | YJ                          | YJ-AA1 à YJ-ZZ99 |
| Venezuela                                    | YV                          | YV0001 à YV9999YV-0001A à YV-9999PYV-AAA1 à YV-ZZZ9 (aéronefs de l'État) |
| Îles Vierges britanniques                    | VP-L                        | VP-LAA à VP-LZZ |
| Viêt Nam                                     | VN                          | VN-1000 à VN-9999VN-A100 à VN-A999 (turboréacteurs) VN-B100 à VN-B999 (turbopropulseurs ) VN-C100-C999 (moteurs à combustion interne) |
| Yémen                                        | 7O                          | 7O-AAA à 7O-ZZZ |
| Zambie                                       | 9J                          | 9J-AAA à 9J-ZZZ |
| Zimbabwe                                     | Z                           | Z-AAA à Z-ZZZ |

## Précisions pour différents pays

### Australie

#### Aéronefs militaires

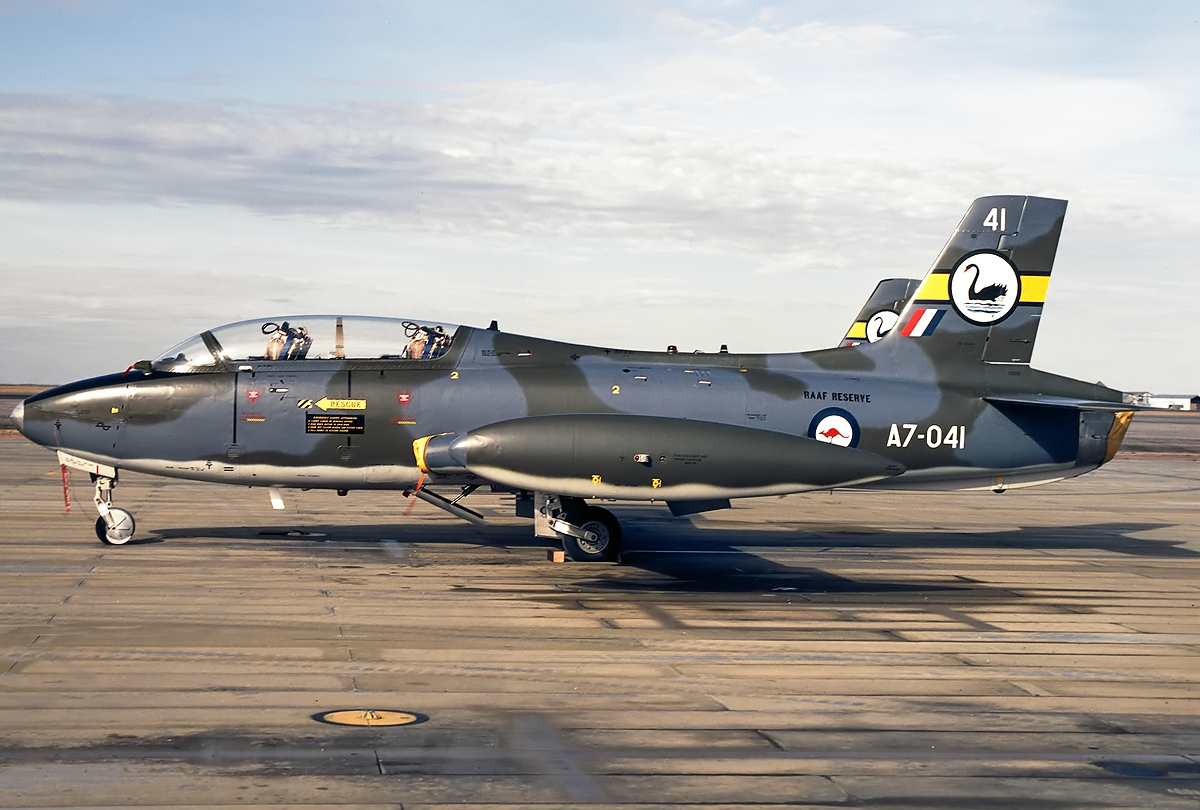
Un Aermacchi MB-326 de la RAAF portant le numéro de série A7-041 (du type A7 attribué au MB-326)

Les aéronefs de la RAAF reçoivent un numéro de série de forme A . . - NNN, où deux caractères numéraux/-al  ou / et alphabétique(s) se substituant aux points renvoient au type d'appareil et où les trois N correspondent au numéro de série de celui-ci. Ce numéro de série est peint à l'arrière de l'appareil et rappelé sur la dérive ou sur le nez, parfois tronqué à l'un des deux derniers chiffres voire aux deux.
Voici une partie des types d'appareils employés :
| Code | Aéronef |
| ---- | --- |
| A3   | Dassault Mirage III |
| A7   | Aermacchi MB-326 |
| A8   | General Dynamics F-111 Aardvark (commande initiale de 24 avions portant les numéros de série 125 à 148)                                                      |
| A9   | Lockheed P-3 Orion |
| A15  | Boeing CH-47 Chinook |
| A21  | McDonnell Douglas F/A-18 Hornet A/B (commande initiale de 75 avions portant les numéros de série 01 à 57 pour les monoplaces et 101 à 118 pour les biplaces) |
| A23  | Pilatus PC-9 |
| A27  | BAe Hawk |
| A34  | Alenia C-27J Spartan |
| A35  | Lockheed Martin F-35 Lightning II (commande initiale de 72 avions qui porteront les numéros de série 001 à 072)                                              |
| A39  | Airbus A330 MRTT KC-30A |
| A41  | McDonnell Douglas C-17 Globemaster III |
| A44  | Boeing F/A-18E/F Super Hornet (commande initiale de 24 avions portant les numéros de série 201 à 224)                                                        |
| A46  | Boeing EA-18G Growler (commande initiale de 12 avions portant les numéros de série 301 à 312)                                                                |
| A47  | Boeing P-8 Poseidon |
| A54  | Pilatus PC-21 |
| A84  | English Electric Canberra |
| A97  | Lockheed C-130 Hercules |

### Belgique

#### Aéronefs militaires
Les aéronefs de la Composante Air de l'armée belge reçoivent un numéro de série de la forme ZZ-NNN, où ZZ sont 2 lettres désignant le modèle d'appareil et NNN sont 1 à 3 chiffres indiquant le numéro de série pour ce modèle.
Voici une partie des numéros employés :

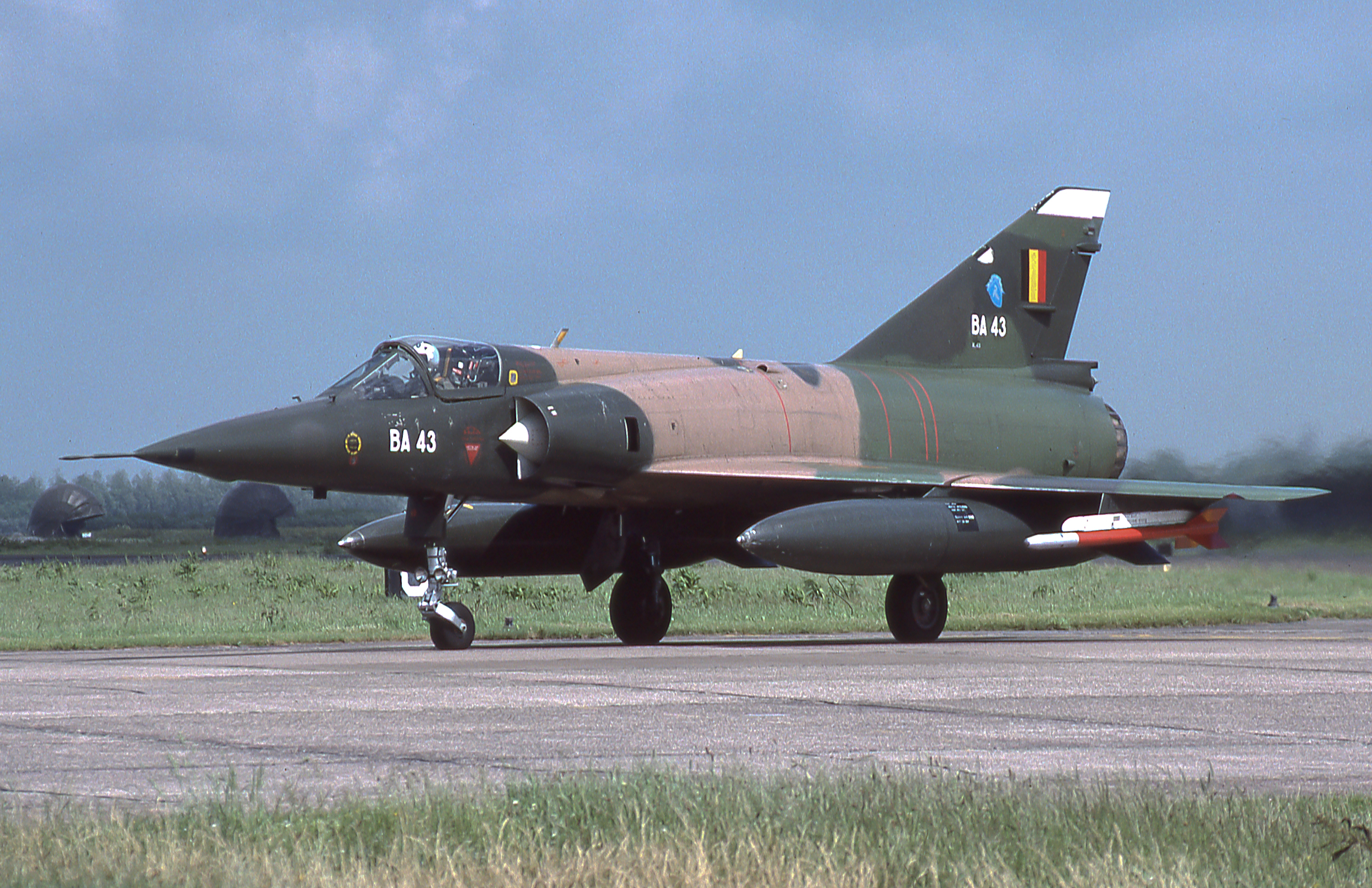
Cet aéronef belge porte le numéro de série BA-43, indiquant qu'il s'agit du du modèle "BA" correspondant aux Mirages 5BA d'attaque au sol

| Numéro de série | Aéronef                                        |
| --------------- | ---------------------------------------------- |
| FS-1 à FS-21    | F-84E Thunderjet                               |
| FR-1 à FR-34    | RF-84F Thunderflash (reconnaissance)           |
| FU-91 à FU-197  | F-84F Thunderstreak                            |
| FZ-1 à FZ-213   | F-84G Thunderjet                               |
| FX-1 à FX-100   | F-104G Starfighter                             |
| FC-1 à FC-12    | TF-104G Starfighter (biplace d'entrainement)   |
| BA-1 à BA-63    | Mirage 5BA (attaque au sol)                    |
| BR-1 à BR-27    | Mirage 5BR (reconnaissance)                    |
| BD-1 à BD-16    | Mirage 5BD (biplace d'entrainement)            |
| FA-1 à FA-136   | F-16A Fighting Falcon                          |
| FB-1 à FB-24    | F-16B Fighting Falcon (biplace d'entrainement) |

### Espagne

#### Aéronefs civils
Le code pour les avions civils espagnols est « EC » (Echo Charlie):
- EC-AAA à EC-WZZ

- EC-YAA à EC-ZZZ (construits en Espagne)

- EC-AA0 à EC-ZZ9 (ultra-légers)

- EC-001 à EC-999 (essai et livraison)

#### Aéronefs militaires
Depuis les années 1950, les aéronefs de l'Ejército del aire reçoivent un numéro de série de la forme TZZ-NN, où T est le type de l'appareil et ZZ le numéro de modèle dans le type (voir tableau ci-dessous), tandis que  NN est le numéro de série pour ce modèle. Ce numéro de série est peint à l'arrière des appareils. Ils portent également un code de désignation de forme " . . - YY" où le numéro de l'unité de rattachement (exemple : "14" pour l'"Ala 14") se substitue aux deux points et le numéro de série dans l'unité aux deux Y. Ce code de désignation est peint à l'avant des appareils.
Les différents modèles d'avions sont désignés de la façon suivante :

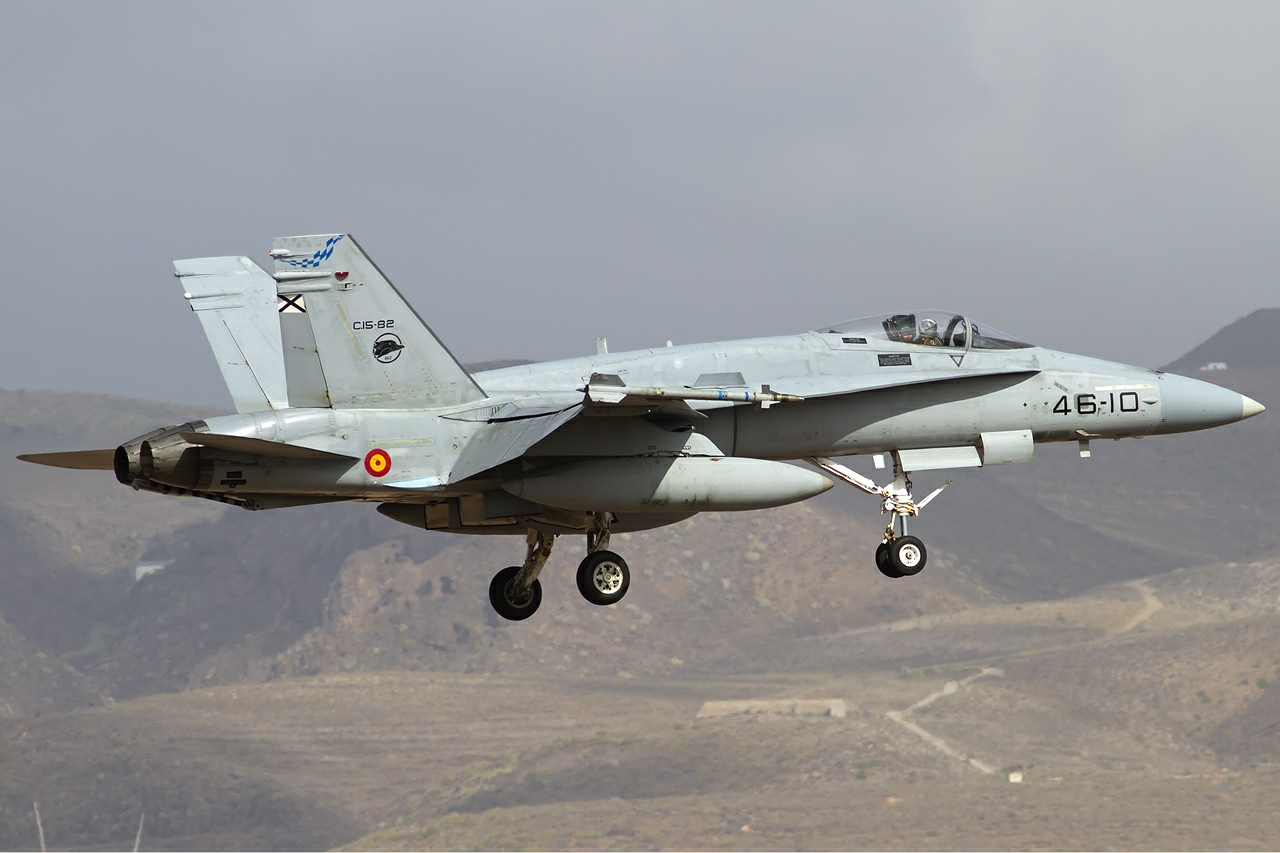
Ce F-18 Hornet porte le numéro de série C15-82 (du type C15 attribué au F-18) et le code de désignation 46-10 (10e avion de l'Ala 46)

| Désignation (T . . ) | Aéronef                          |
| -------------------- | -------------------------------- |
| AE9 et AR9           | Northrop F-5 Freedom Fighter     |
| C5                   | North American F-86 Sabre        |
| C8                   | Lockheed F-104 Starfighter       |
| C10                  | Hispano Aviación HA-200          |
| C11 et CE11          | Dassault Mirage III              |
| C12                  | McDonnell Douglas F-4 Phantom II |
| C14                  | Dassault Mirage F1               |
| C15 et CE15          | McDonnell Douglas F/A-18 Hornet  |
| C16                  | Eurofighter Typhoon              |
| E25                  | CASA C-101 Aviojet               |
| E26                  | ENAER T-35 Pillán                |
| T10                  | Lockheed C-130 Hercules          |
| T11                  | Dassault Mystère-Falcon          |
| T12                  | CASA C-212                       |

### 

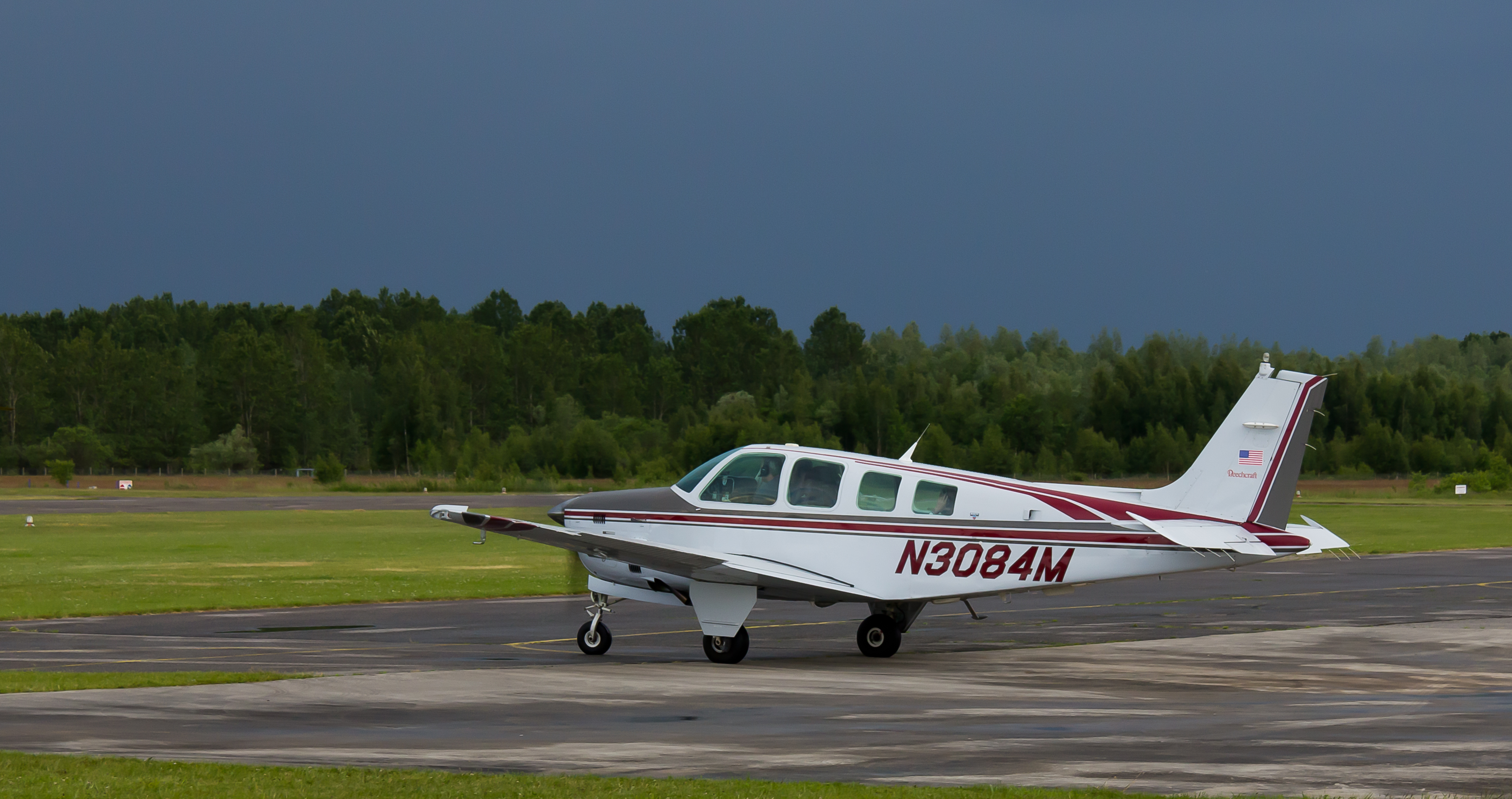
Un Beechcraft B36TC portant l'immatriculation N3084M

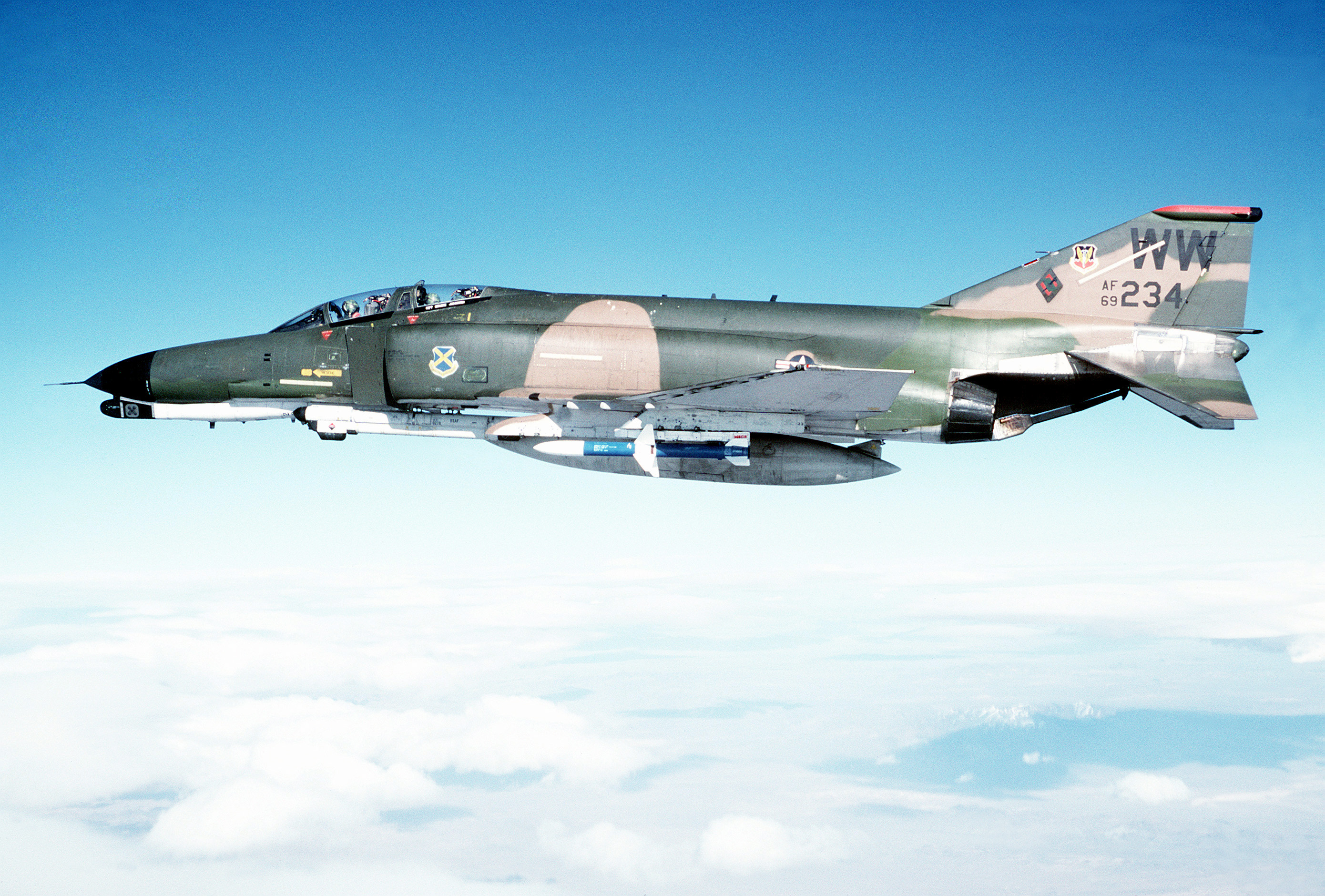
Le F-4E Phantom II immatriculé 69-7234, vu en vol en 1982. Les codes affichés sur la dérive sont de la forme AF YY-NNN, avec YY pour l'année fiscale (69) et NNN pour les 3 derniers chiffres du numéro de série (234).

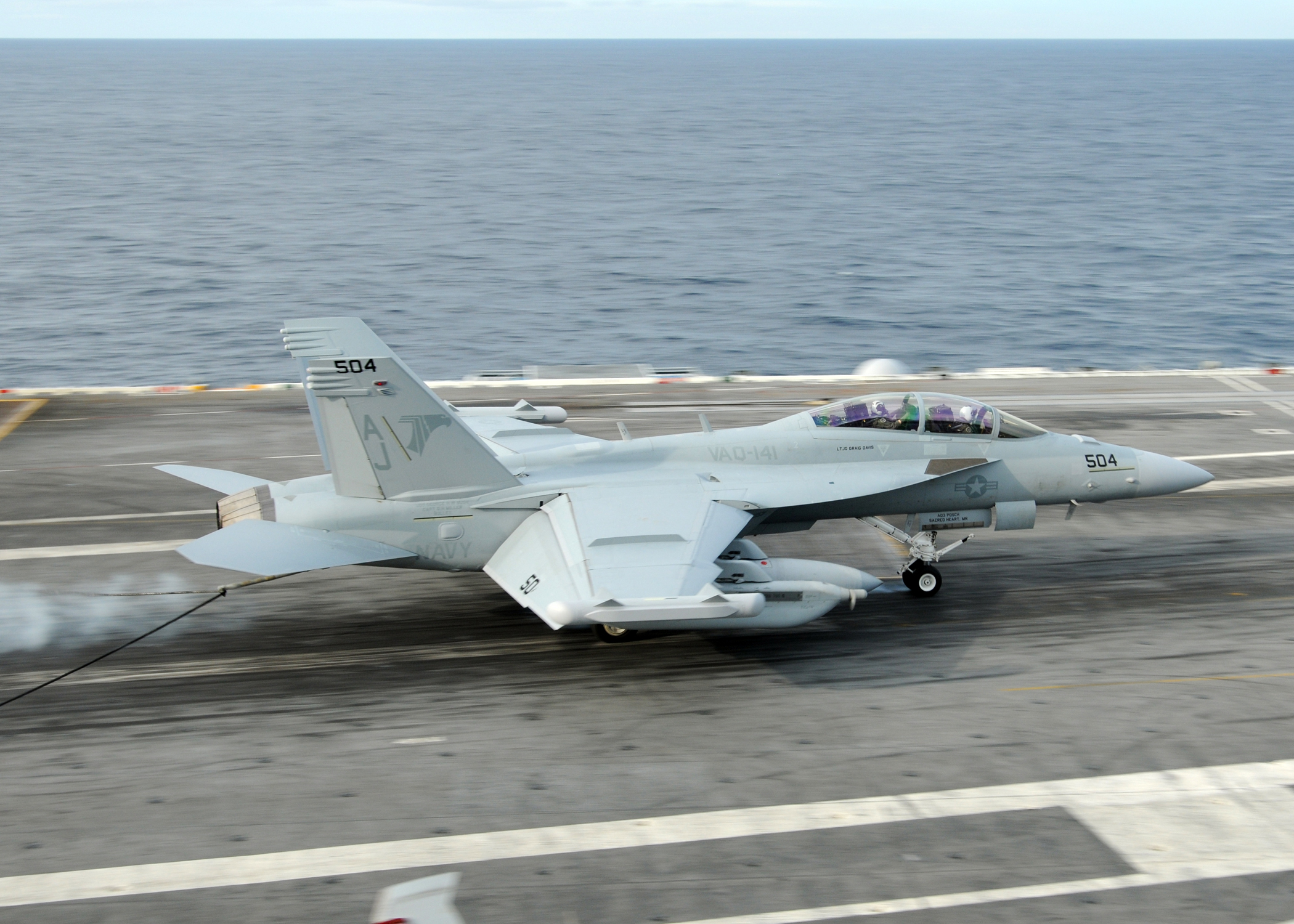
E/A-18G Growler de la VAQ-141 Shadowhawks à l'appontage sur l'USS George H. W. Bush (CVN-77). Son immatriculation est 100522 tandis que son code de désignation est 504.

### États-Unis

#### Aéronefs civils
Pour les avions civils, le code des règlements fédéraux indique que :
- un numéro d'enregistrement ne doit pas dépasser 5 caractères en plus du préfixe « N » (November)
- ces caractères peuvent être soit 5 chiffres, soit 1 à 4 chiffres suivis d'une lettre, soit de 1 à 3 chiffres suivis de 2 lettres
- les lettres « I » et « O » ne doivent pas être utilisées
- le chiffre zéro ne doit pas être le premier chiffre

Exemples :
- N76523 attribué à un Boeing 737 de la compagnie United Airlines
- N361AA attribué à un Boeing 767 de la compagnie American Airlines (code AITA : "AA")
- N851UA attribué à un Airbus A319 de la compagnie United Airlines (code AITA : "UA")

Dans les 2 derniers exemples, on notera l'utilisation du format en 3 chiffres et 2 lettres pour placer le code AITA de la compagnie aérienne à la fin du numéro d'enregistrement.

#### Aéronefs militaires
Depuis 1921, les aéronefs militaires basés à terre (rattachés à l'United States Army Air Service de 1918 à 1926, à l'United States Army Air Corps de 1926 à 1941, à l'United States Army Air Forces de 1941 à 1947, et enfin à l'US Air Force et l'US Army depuis 1947) reçoivent un numéro de série formé des 2 derniers chiffres de l'année fiscale où ils ont été commandés, suivi d'un numéro d'ordre dans l'année. Par exemple, le premier avion commandé en 1960 est un Boeing B-52H : immatriculé 60-001, il fut livré à l'USAF le 9 mai 1961. Cette règle a subi des exceptions au cours du temps, pour diverses raisons. L'affichage de ce numéro de série sur les aéronefs a subi plusieurs variations et ne présente pas toujours tous les chiffres du numéro de série, rendant son interprétation parfois difficile.
Les aéronefs de l'US Navy et de l'US Marine Corps reçoivent un numéro de série en séquence. Une première séquence sur 4 chiffres a été utilisée de 1917 à 1935, date à laquelle elle a été épuisée : la numérotation a alors recommencé à 0001. Cette seconde série a été interrompue en 1940, date à laquelle le numéro de série a été agrandi à 5 chiffres et la numérotation a repris à 00001. En 1945, quand cette troisième série a été épuisée, on lui a ajouté un sixième chiffre. Cette série était toujours en vigueur dans les années 2000.
En complément de leur immatriculation, les avions de combat de l'US Navy portent également un code de désignation formé de 3 chiffres, peint sur le nez de l'appareil, sur les ailes, et généralement aussi en haut de la dérive. Le premier chiffre désigne l'unité à laquelle appartient l'aéronef, et les 2 derniers chiffres sont un numéro d'ordre dans l'unité. Le numéro d'ordre "00" est attribué à l'avion du commandant d'unité. Par exemple, les aéronefs du porte-avions USS George H. W. Bush (CVN-77) en 2011 reçoivent les codes de désignation :
- 1 . . pour les aéronefs de la VFA-31 Tomcatters
- 2 . . pour les aéronefs de la VFA-213 Black Lions
- 3 . . pour les aéronefs de la VFA-15 Valions
- 4 . . pour les aéronefs de la VFA-87 Golden Warriors
- 5 . . pour les aéronefs de la VAQ-141 Shadowhawks
- 6 . . pour les aéronefs de la VAW-124 Bear Aces

### France

#### Aéronefs civils
Le Code de l'aviation civile indique que :
- La marque de nationalité est représentée par la lettre majuscule « F » (Foxtrot) ; elle précède la marque d'immatriculation ;
- La marque d'immatriculation comprend un groupe de quatre lettres ; elle est séparée de la marque de nationalité par un tiret.

Les premières immatriculations en F-A . . . remontent aux années 1919-1920 .
L'Organisme de la Sécurité de l'Aviation Civile précise les règles d'attribution de la marque d'immatriculation :

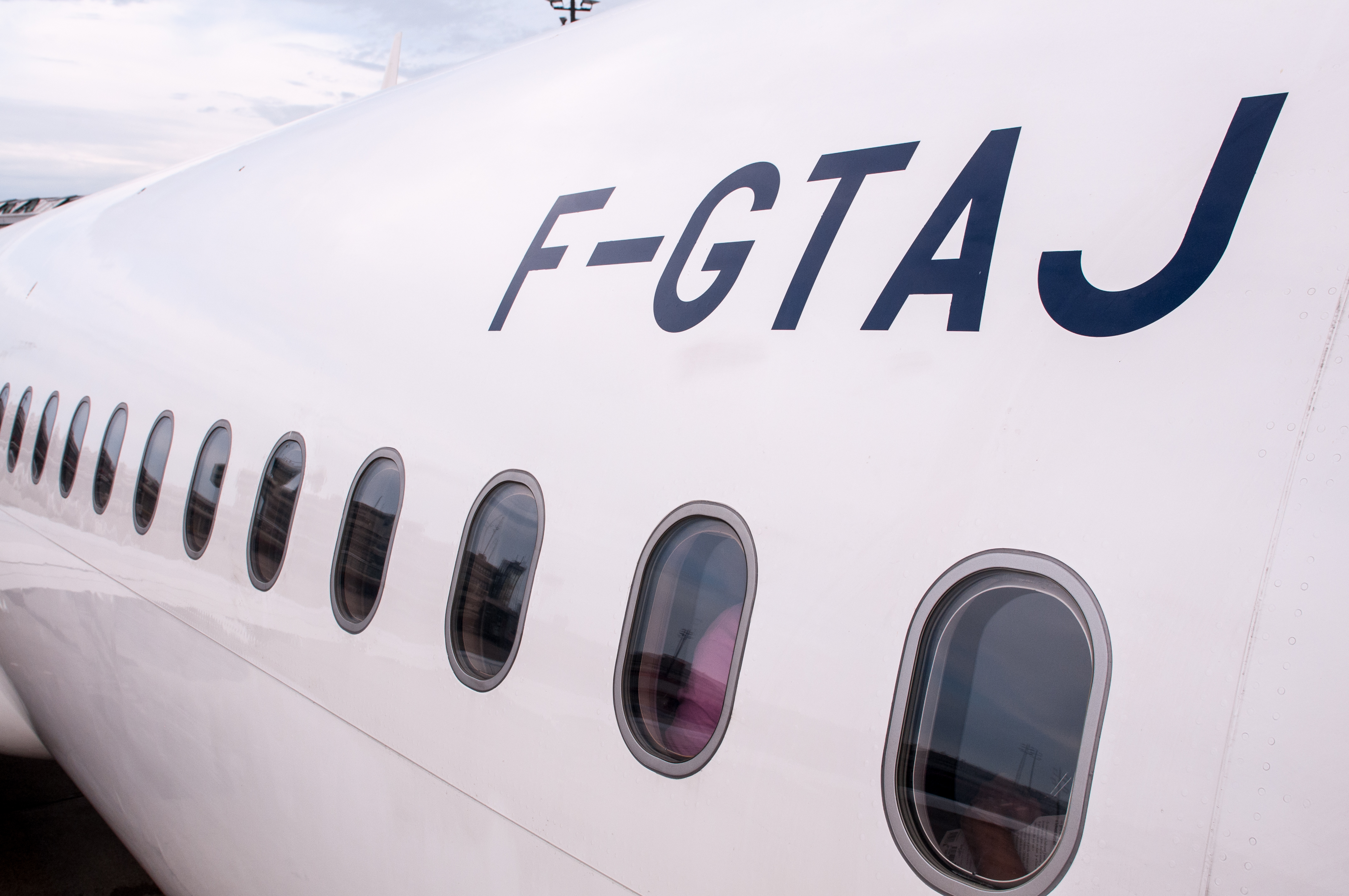
Un A321 d'Air France portant l'immatriculation F-GTAJ

| Séquence                      | Attribution |
| ----------------------------- | --- |
| F-A . . . sauf F-AZ . .       | Aéronefs immatriculés avant 1940 Aéronefs de collections |
| F-B . . . F-G . . . F-H . . . | Aéronefs ayant leur aérodrome d'attache en France métropolitaine |
| F-C . . .                     | Planeurs |
| F-J . . .                     | Identification radio des ULM, leurs immatriculations sont en "nn . . (.) ", "nn" étant le n° de département de leurs aérodromes d'attache, et les points sont remplacés par 2 ou 3 caractères alphabétiques. |
| F-O . . .                     | Aéronefs ayant leur aérodrome d'attache hors de France métropolitaine |
| F-P . . .                     | Aéronefs de construction amateur |
| F-W . . .                     | Immatriculations provisoires utilisées par les constructeurs aéronautiques pour les essais en vol |

#### Aéronefs militaires
D'autres séquences d'immatriculation sont réservées aux aéronefs militaires et appartenant à l'État :
| Séquence                                            | Attribution                                              |
| --------------------------------------------------- | -------------------------------------------------------- |
| F-M . . . sauf F-MJ . .                             | Armée de Terre Gendarmerie                               |
| F-R . . . F-S . . . F-T . . . F-U . . .             | Armée de l'air                                           |
| F- . . . . F-Y . . .                                | Marine nationale                                         |
| F-Z . . . sauf F-ZBAA à F-ZBLZ sauf F-ZBMA à F-ZBZZ | Direction générale de l'Armement Douanes Sécurité Civile |

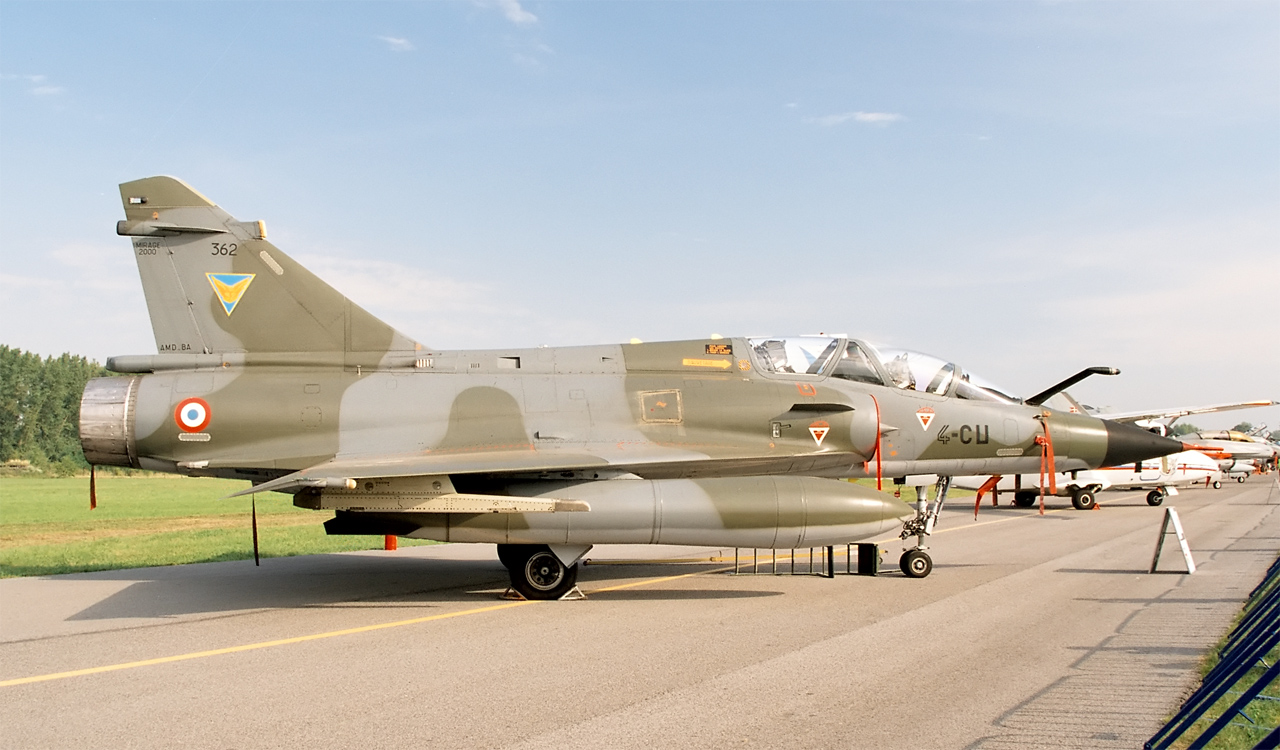
Le Mirage 2000N n°362 immatriculé F-ULCU, vu en 2005 portant le code de désignation 4-CU (car rattaché à la 4e escadre de chasse). Entre 2009 et 2015 son code de désignation est 125-CU (car déployé sur la BA 125 d'Istres).

Les aéronefs militaires des forces opérationnelles ne portent quasiment jamais leur immatriculation officielle en F- . . . . :
- les aéronefs de l'Armée de l'air portent un code de désignation de la forme "NN - . . ", NN étant un nombre désignant, jusqu'en 2008 et à partir de 2015, leur escadre de rattachement (par exemple "11" pour la 11e escadre de chasse) et, entre 2009 et 2014, leur base de stationnement (par exemple "125" pour la BA 125 d'Istres), tandis qu'à la place des deux points figurent les 2 dernières lettres de leur immatriculation officielle ;
- les aéronefs de la Marine portent un numéro de série dans le type ("1" pour le premier exemplaire reçu, "2" pour le second, etc.) ;
- les hélicoptères de l'Armée de terre et de la Gendarmerie portent un code de désignation formé des 3 dernières lettres de leur immatriculation.

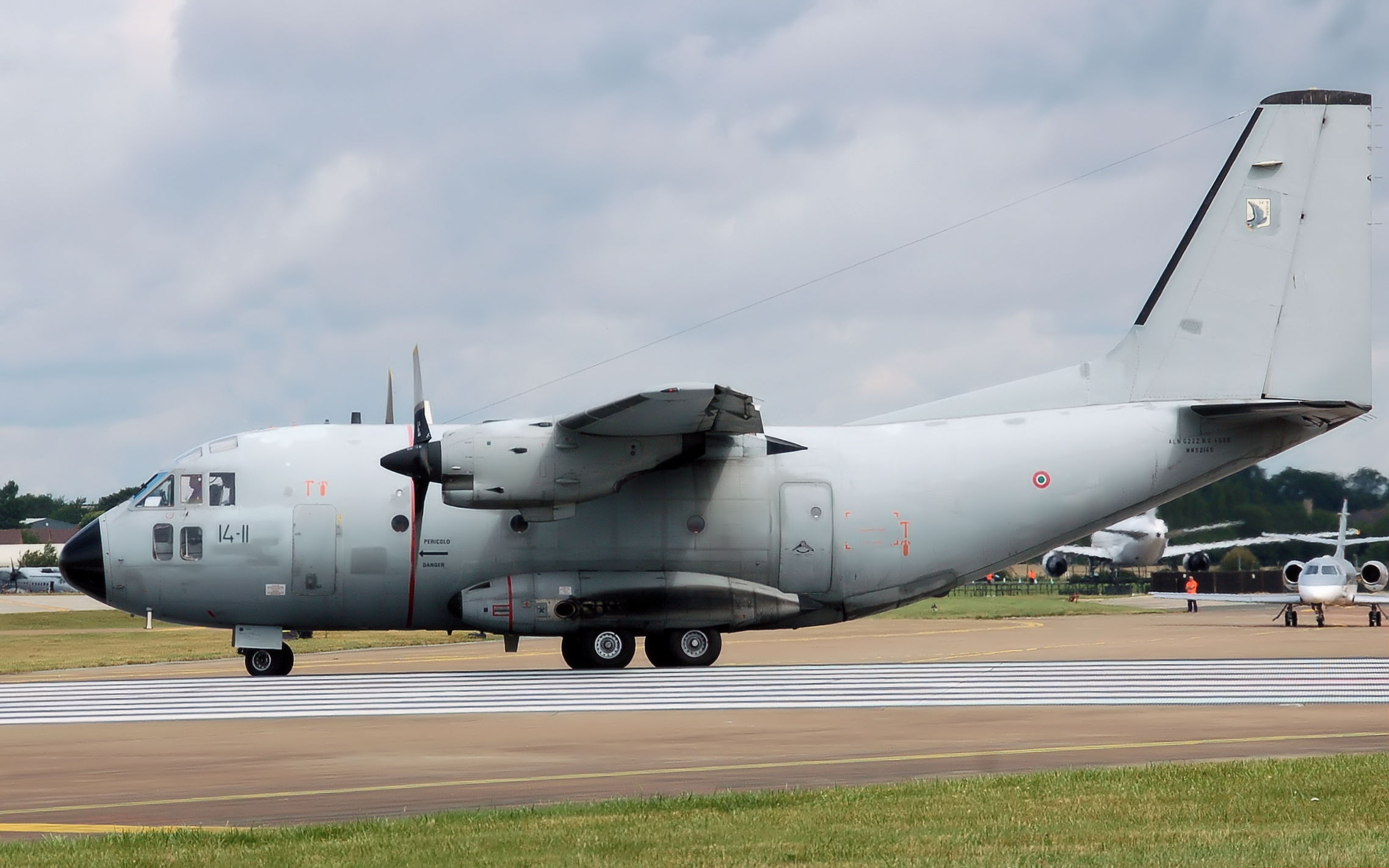
Un Aeritalia G.222TCM du 14e Stormo portant l'immatriculation MM62146 et le code de désignation 14-11 (11e avion du 14e Stormo)

### Italie

#### Aéronefs militaires
Depuis les années 1950, les aéronefs militaires italiens reçoivent un numéro de série sur 4 ou 5 chiffres, peint à l'arrière de l'appareil (soit au niveau des ailerons soit sur le bas de la dérive) précédé des lettres "MM" (pour Matricola Militare). Ils portent également un code de désignation, sous la forme " . . - YY", où les deux points initiaux sont remplacés par le numéro de leur unité de rattachement (par exemple "36" pour le 36e Stormo), et YY un numéro de série dans l'unité.
Une exception à cette règle est remarquée sur les F-16 loués par l'Italie entre 2003 et 2012 : le numéro de série était peint avec une notation spécifique sur la dérive (lettres "MM" et 2 premiers chiffres en petits, l'un au-dessus de l'autre, puis les 2 derniers chiffres en grand ensuite) et aucun code de désignation ne figurait sur l'avion.

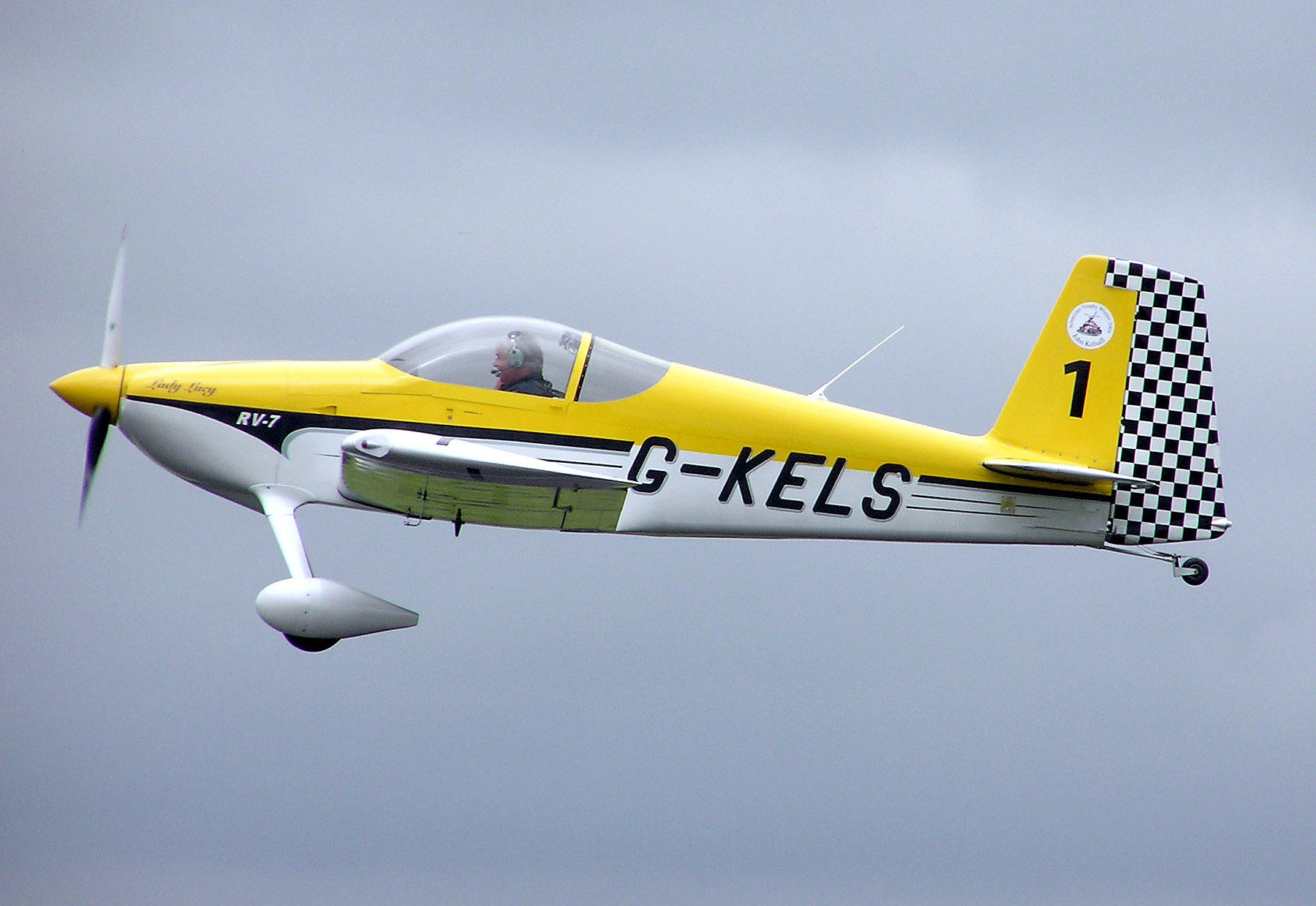
Un Van's Aircraft RV-7 portant l'immatriculation G-KELS

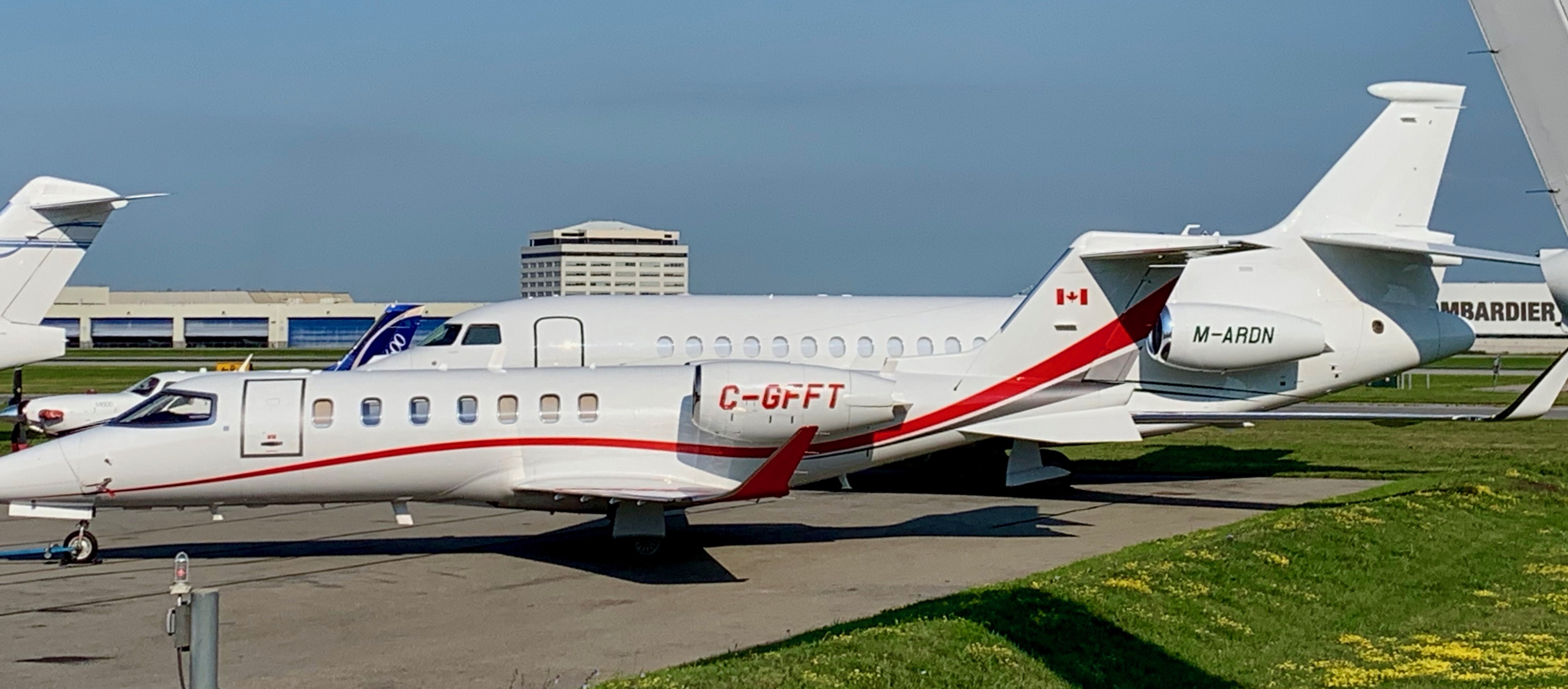
À l'arrière-plan, un Falcon 7X de Dassault portant l'immatriculation M-ARDN

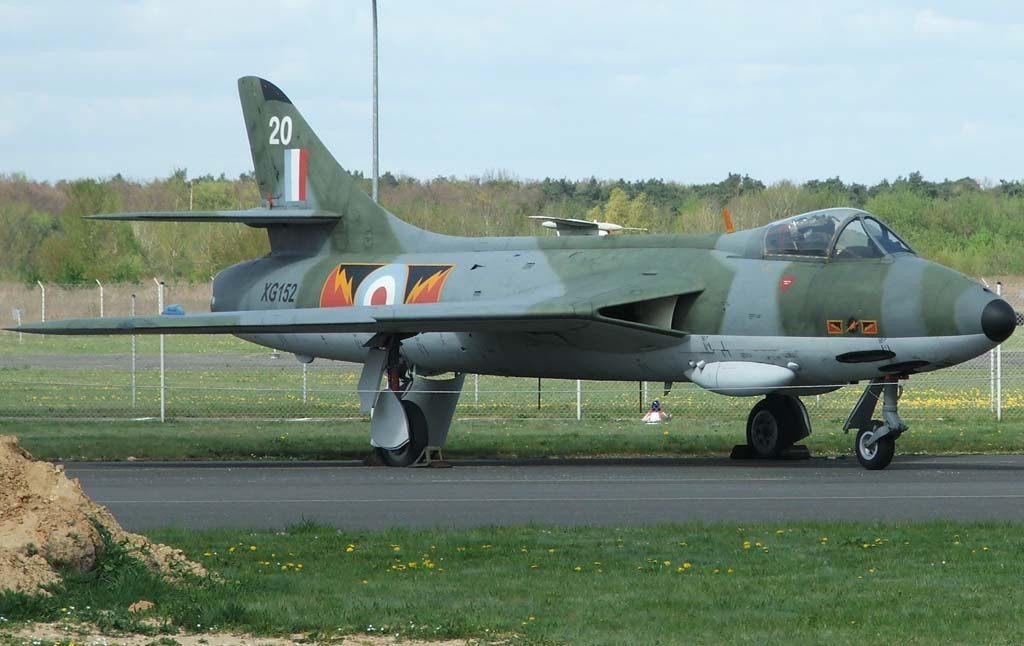
Un Hawker Hunter portant l'immatriculation XG152

### Royaume-Uni

#### Aéronefs civils
Les règles émises par la Civil Aviation Authority (CAA) précisent que :
- la marque de nationalité est la lettre majuscule "G"
- la marque d'immatriculation est un groupe de 4 lettres attribuées par la CAA
- un tiret doit séparer la marque de nationalité et la marque d'immatriculation

L'immatriculation G-AAAA a été attribuée le 30 juillet 1928 à un avion de Havilland DH.60 Moth.
Certaines possessions du Royaume-Uni peuvent immatriculer des aéronefs civils avec des marques de nationalité distinctes :
- Guernesey ("2")
- Île de Man ("M")
- Jersey ("ZJ")

#### Aéronefs militaires
De leur côté, les aéronefs militaires reçoivent un numéro de série. Leur immatriculation est gérée de façon commune, qu'ils soient affectés à la Royal Air Force, la Fleet Air Arm ou l'Army Air Corps.
Une première série de numéros allant de 1 à 10000, allouée par blocs de numéros à chaque service, a été utilisée jusqu'à son épuisement en 1916.
Une seconde série commençant par une lettre suivie de 1 à 4 chiffres fut alors créée (allant donc de A1 à Z9999), chaque service se voyant attribué un ensemble de lettres. Un certain nombre de changements dans les règles de numérotation intervinrent par la suite, et toutes les combinaisons possibles ne furent pas utilisées (notamment pour qu'il ne soit pas possible d'estimer le nombre d'aéronefs en service).
En 1940, la seconde série était épuisée et une troisième série, toujours en vigueur dans les années 2000, fut créée avec 2 lettres suivies de 3 chiffres (allant donc de AA001 à ZZ999). Les chiffres de 1 à 99 de chaque série de lettres ne furent pas utilisés avant les années 1990.